# Google Doodle

Google Doodle đầu tiên kỷ niệm Burning Man, được sử dụng vào ngày 30 tháng 8 năm 1998

Google Doodle là một biểu tượng đặc biệt, thay thế tạm thời cho biểu tượng trên trang chủ của Google nhằm chào mừng các ngày lễ, các sự kiện, thành tựu và con người. Google Doodle đầu tiên là để vinh danh Lễ hội Burning Man của năm 1998, được thiết kế bởi Larry Page và Sergey Brin để thông báo cho người dùng việc họ vắng mặt trong trường hợp các máy chủ bị sập. Các Google Doodle tiếp theo được thiết kế bởi một nhà thầu bên ngoài, cho đến khi Page và Brin đề xuất thực tập sinh Dennis Hwang thiết kế một biểu tượng cho Ngày Bastille của năm 2000. Kể từ lúc đó, các Doodle được tổ chức và phát hành bởi một nhóm nhân viên của Google có biệt danh "Doodlers".
Ban đầu, các Doodle không sống động và cũng không có liên kết. Chúng chỉ đơn giản là các hình ảnh liên quan đến chủ đề. Các Doodle được tăng cả tần suất xuất hiện lẫn độ phức tạp kể từ những năm 2010, và vào tháng 1 năm 2010, Doodle động đầu tiên đã được tải lên nhằm vinh danh Isaac Newton. Doodle đầu tiên mà người dùng có thể tương tác được xuất hiện ngay sau đó để ăn mừng Pac-Man, và các liên kết cũng bắt đầu được thêm vào các Doodle, thông thường là liên kết đến trang kết quả tìm kiếm cho chủ đề của Doodle. Vào năm 2014, Google đã phát hành hơn 2000 Doodle khu vực và quốc tế trên các trang chủ của mình, thường có sự trợ giúp của các nghệ sĩ, nhạc sĩ khách mời với các cá tính khác nhau.

## Tổng quan

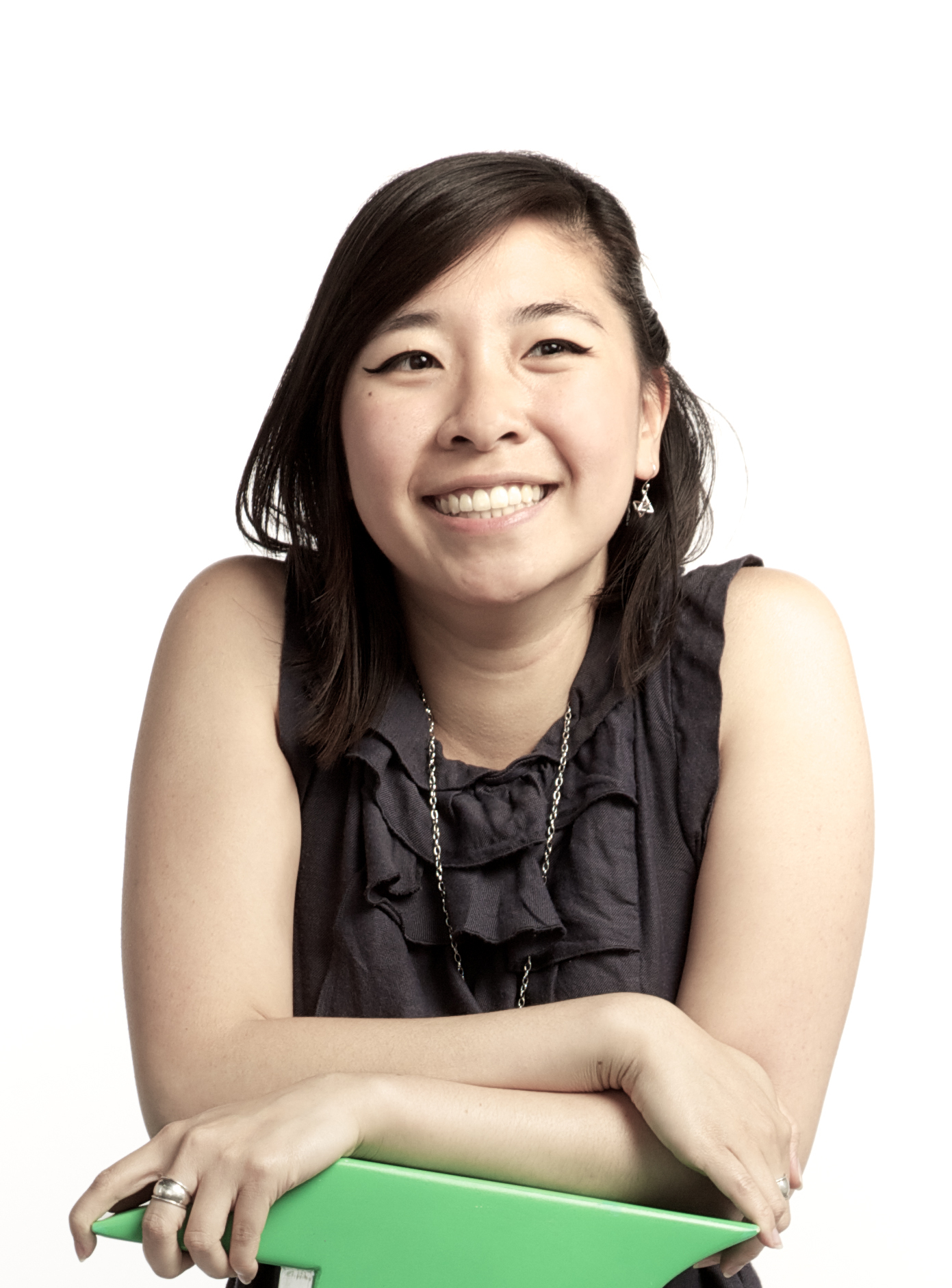
Nghệ sĩ và cũng là "Doodler" Jennifer Hom đã thiết kế nhiều Doodle qua nhiều năm

Bên cạnh việc kỷ niệm các sự kiện, ngày lễ nổi tiếng, các Google Doodle còn được biết đến với việc tưởng niệm một số nghệ sĩ và nhà khoa học đáng nhớ vào ngày sinh của họ, bao gồm Andy Warhol, Albert Einstein, Leonardo da Vinci, Rabindranath Tagore, Louis Braille, Ella Fitzgerald, Percival Lowell, Edvard Munch, Nikola Tesla, Béla Bartók, René Magritte, Norman Hetherington, John Lennon, Michael Jackson, Vladimir Dakhno, Robert Moog, Akira Kurosawa, Satyajit Ray, H. G. Wells, Freddie Mercury, Samuel Morse, Hans Christian Ørsted, Mahatma Gandhi, Dennis Gabor, Édith Piaf, Constantin Brâncuși, Antonio Vivaldi, Abdel Halim Hafez, Jules Verne, Leonhard Euler, và James Welch, trong hơn 9000 người khác.Nhạc sĩ Trịnh Công Sơn là người Việt đầu tiên có tên trong danh sách. Họa sỹ Bùi Xuân Phái là người thứ hai được tưởng niệm nhân sinh nhật lần thứ 99 của ông - ngày 1/9/2019. Ngày ra mắt logo của Lowell trùng với ngày khởi động một sản phẩm khác của Google, Google Maps. Các Google Doodle cũng được sử dụng để miêu tả các sự kiện lớn tại Google, chẳng hạn như ngày kỷ niệm riêng của công ty. Lễ kỷ niệm của các sự kiện lịch sử cũng là một chủ đề phổ biến của Google Doodle, bao gồm một khối lego kiểu viên gạch vào ngày lễ kỷ niệm 50 năm các khối lego được ráp vào nhau. Một vài Google Doodle được giới hạn trong phạm vi từng quốc gia cụ thể trong khi số khác được xuất hiện trên toàn cầu.

### Các Doodle động và có thể tương tác
Vào tháng 5 năm 2010, nhân dịp lễ kỷ niệm lần thứ 30 của trò chơi điện tử Pac-Man, Google công bố toàn thế giới logo có thể tương tác đầu tiên của họ, được tạo ra cùng với sự hợp tác của Namco. Bất cứ ai truy cập Google đều có thể chơi Pac-Man trên logo, các chữ cái trong từ "Google" còn được đưa vào mê cung của trò Pac-Man. Logo cũng bắt chước được các âm thanh của trò chơi gốc. Nút "I'm Feeling Lucky" đã được thay thế bằng một nút "Insert Coin". Khi nhấn nút này một lần, bạn có thể chơi với logo Pac-Man. Nhấn thêm lần nữa để thêm người chơi thứ hai, Bà Pac-Man, để hai người có thể chơi được cùng lúc người chơi 1 sẽ điều khiển bằng các nút W,A,S,D, còn người chơi 2 sẽ điều khiển bằng các phím mũi tên. Khi nhấn lần thứ ba, nút sẽ thực hiện tìm kiếm như nút "I'm Feeling Lucky" gốc. Ngày 23 tháng 5 năm 2010, logo Pac-Man đã được thay thế bằng logo Google bình thường. Sau ngày hôm đó, Google đã tạo ra một trang web Google Pac-Man vĩnh viễn, do nhu cầu sử dụng phổ biến của logo có thể chơi được này.
Kể từ đó đên, Google thỉnh thoảng đăng tải các doodle động và có thể tương tác, bao gồm một số doodle sau:
- Ngày 8 tháng 10 năm 2010, Google cho chạy doodle hoạt hình đầu tiên, một video âm nhạc ngắn của bài "Imagine" đánh dấu sinh nhật lần thứ 70 của John Lennon.[15] Tương tự, sinh nhật lần thứ 65 của Freddie Mercury cũng được đánh dấu vào ngày 5 tháng 9 năm 2011 với một video hoạt hình của "Don't Stop Me Now".[16]
- Vào ngày 15 tháng 4 năm 2011, Google đăng tải doodle dưới dạng video đầu tiên, kỷ niệm sinh nhật thứ 122 của Charlie Chaplin.[17] Doodle này là một đoạn video trắng đen trên YouTube, video sẽ chạy khi nhấn chuột vào và sau đó điều hướng đến trang tìm kiếm dành cho dịp đặc biệt của Google. Tất cả các phần của phim ngắn này được diễn bởi đội Google Doodle, và các cảnh quay hậu trường đặc biệt có thể được tìm thấy trên blog của Google.
- Google cho ra mắt một doodle guitar điện từ ngày 9 tháng 6 năm 2011, để kỷ niệm sinh nhật thứ 96 của Les Paul. Ngoài việc di chuyển trỏ chuột qua Doodle để gảy dây đàn như một trong những cây guitar Gibson của Les Paul, còn có cả nút phím, cho phép tương tác với doodle qua bàn phím. Doodle này vẫn có một số điểm tương đồng với logo của Google. Tại Mỹ, doodle này cho phép người dùng quay lại một đoạn clip dài 30 giây, sau đó một URL sẽ được tạo ra và họ có thể gửi nó đi. Doodle được giữ lại thêm một ngày bởi vì nó quá phổ biến ở Mỹ. Hiện tại nó đã có một trang riêng của mình liên kết đến kho lưu trữ của Google Doodle.[18]
- Vào ngày 23 tháng 6 năm 2012, nhân dịp kỷ niệm sinh nhật lần thứ 100 của Alan Turing, Google logo đã biến thành một Máy Turing có thể tương tác.[19]
- Vào ngày 23 tháng 11 năm 2013, logo của Google được đổi thành một trò chơi Doctor Who đơn giản để vinh danh kỷ niệm thứ 50 của chương trình.[20]
- Ngày 19 tháng 5 năm 2014, nhân dịp kỷ niệm lần 40 của khối Rubik, Google đã tạo ra một khối rubik ảo, mọi người đều có thể thử và giải nó.

## Các cuộc thi "Doodle 4 Google"

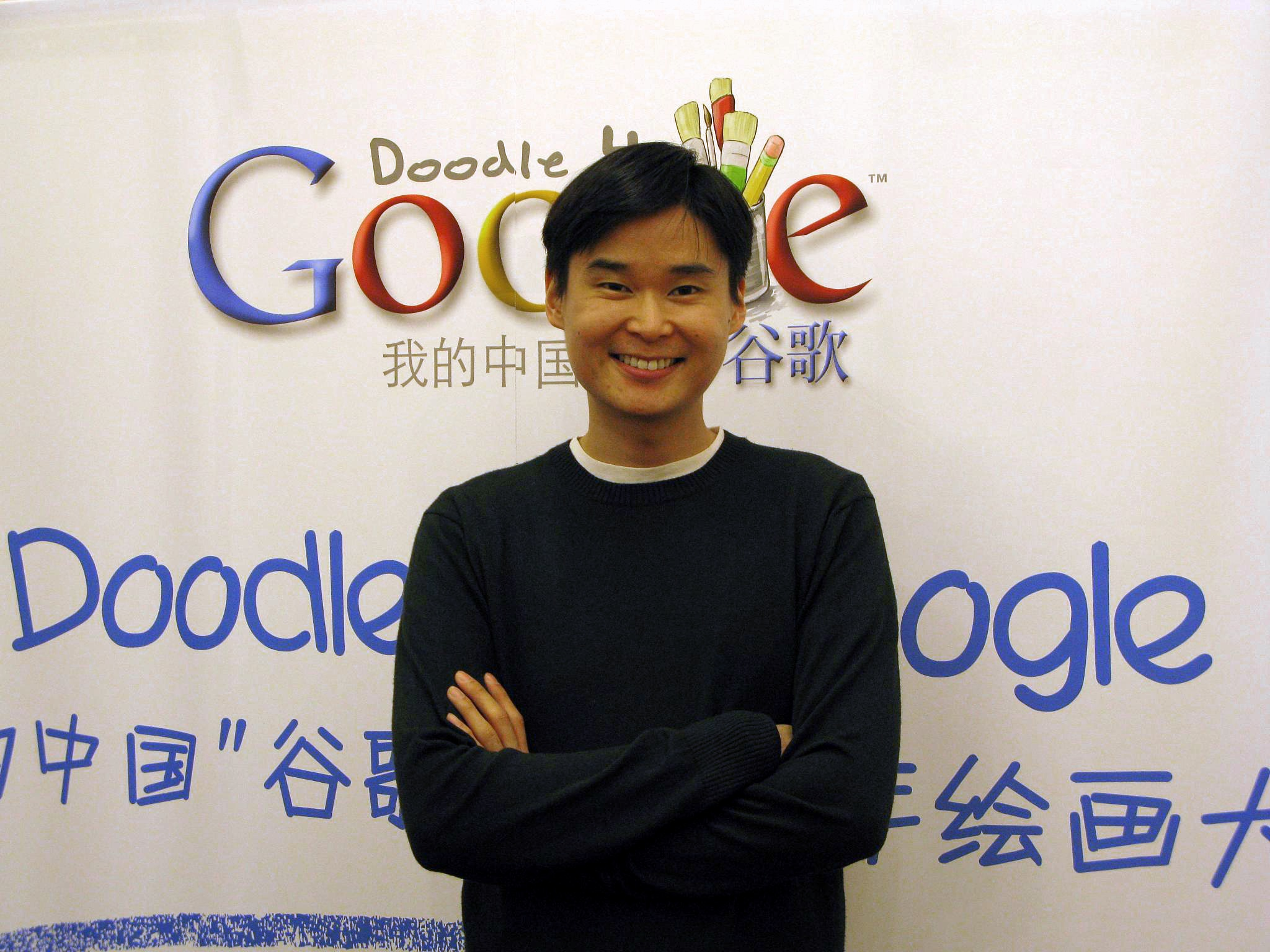
Google "Doodler" đầu tiên, Dennis Hwang tại sự kiện Doodle 4 Google ở Bắc Kinh.

Google tổ chức các cuộc thi dành cho học sinh để tạo ra các Google Doodle của riêng chúng, được gọi là "Doodle 4 Google". Các Doodle chiến thắng sẽ được đưa lên trang web Doodle 4 Google, nơi mọi người có thể bình chọn cho người thắng cuộc, người chiến thắng sẽ được một chuyến tham quan Googleplex và trang web của Google sẽ đăng tải doodle chiến thắng trong suốt 24 tiếng.
Cuộc tranh tài có nguồn gốc từ Vương quốc Anh, và đã mở rộng sang Hoa Kỳ và các nước khác. Cuộc tranh tài cũng đã được tổ chức ở Ireland vào năm 2008. Google công bố một cuộc thi Doodle 4 Google cho Ấn Độ vào năm 2009 và doodle chiến thắng đã được đăng lên trang chủ của Google Ấn Độ vào ngày 14 tháng 11. Một cuộc thi tương tự được tổ chức ở Singapore dựa trên chủ đề "Singapore của chúng tôi" đã được khởi động vào tháng 1 năm 2010 và tác phẩm chiến thắng đã được chọn từ hơn 30,000 tác phẩm khác. Tác phẩm chiến thắng này sẽ được trưng bày vào Ngày Quốc gia của Singapore trên trang chủ của Google Singapore. Cuộc thi cũng đã được tổ chức một lần nữa vào năm 2015 tại Singapore với chủ đề "Singapore: 50 năm tới".

## Việt Nam
Một số con người và sự kiện của Việt Nam đã được liệt kê trên Google Doodle:
1. Ngày sinh Trịnh Công Sơn: 28/2/2019
2. Ngày sinh Bùi Xuân Phái: 1/9/2019
3. Ngày sinh Xuân Quỳnh: 6/10/2019
4. Tết Nguyên Đán: 25/1/2020[22]
5. Ngày giỗ tổ Ca trù năm 2020: 23/2/2020[23]
6. Bánh mì Việt Nam: 24/3/2020[24]
7. Ngày Nhà giáo Việt Nam: 20/11/2019[25] 20/11/2018[26] 20/11/2017[27]
8. Tết Trung thu: 13/9/2019[28] 24/9/2018[29]
9. Tết âm lịch: 5/2/2019[30]
10. Ngày tựu trường: 5/9/2018[31]
11. Ngày Quốc khánh (Việt Nam): 2/9/2018[32]
12. Ngày của Mẹ: 25/8/2018[33]
13. Ngày phở Việt Nam: 12/12/2021
14. Hang Sơn Đoòng: 14/4/2022
15. Ngày sinh Tôn Thất Tùng: 10/5/2022
16. Ngày sinh Sương Nguyệt Anh: 1/2/2023